# Acuaco
Acuaco är en ort i Mexiko.   Den ligger i kommunen Zaragoza och delstaten Puebla, i den sydöstra delen av landet, 170 km öster om huvudstaden Mexico City. Acuaco ligger 2 296 meter över havet och antalet invånare är 1 071.
Terrängen runt Acuaco är kuperad. Runt Acuaco är det ganska tätbefolkat, med 129 invånare per kvadratkilometer. Närmaste större samhälle är Zaragoza, 1,4 km nordost om Acuaco. I omgivningarna runt Acuaco växer huvudsakligen savannskog.